# Aina Griksaite
Aina Griksaite (litauiska: Aina Grikšaitė), född 23 november 1994 på Lidingö i Sverige, är en litauisk friidrottare (tresteg) som i Sverige tävlar för Spårvägens FK sedan 2011.

## Personliga rekord
| Utomhus - 100 meter – 12,65 (Västerås, Sverige 31 juli 2016) - 200 meter – 25,64 (Sollentuna, Sverige 10 juni 2012) - Höjd – 1,50 (Siauliai, Litauen 29 juni 2010) - Längd – 6,10 (Ogre, Lettland 16 juni 2019) - Tresteg – 13,82 (Kaunas, Litauen 3 juni 2017) | Inomhus - 60 meter – 7,99 (Eskilstuna, Sverige 6 januari 2012) - 200 meter – 26,01 (Sätra, Sverige 5 februari 2012) - 60 meter häck – 9,58 (Huddinge kommun, Sverige 21 januari 2012) - Höjd – 1,50 (Sätra, Sverige 8 januari 2011) - Längd – 5,58 (Huddinge kommun, Sverige 20 januari 2012) - Tresteg – 13,16 (Gävle, Sverige 18 februari 2018) |